# Льодойма

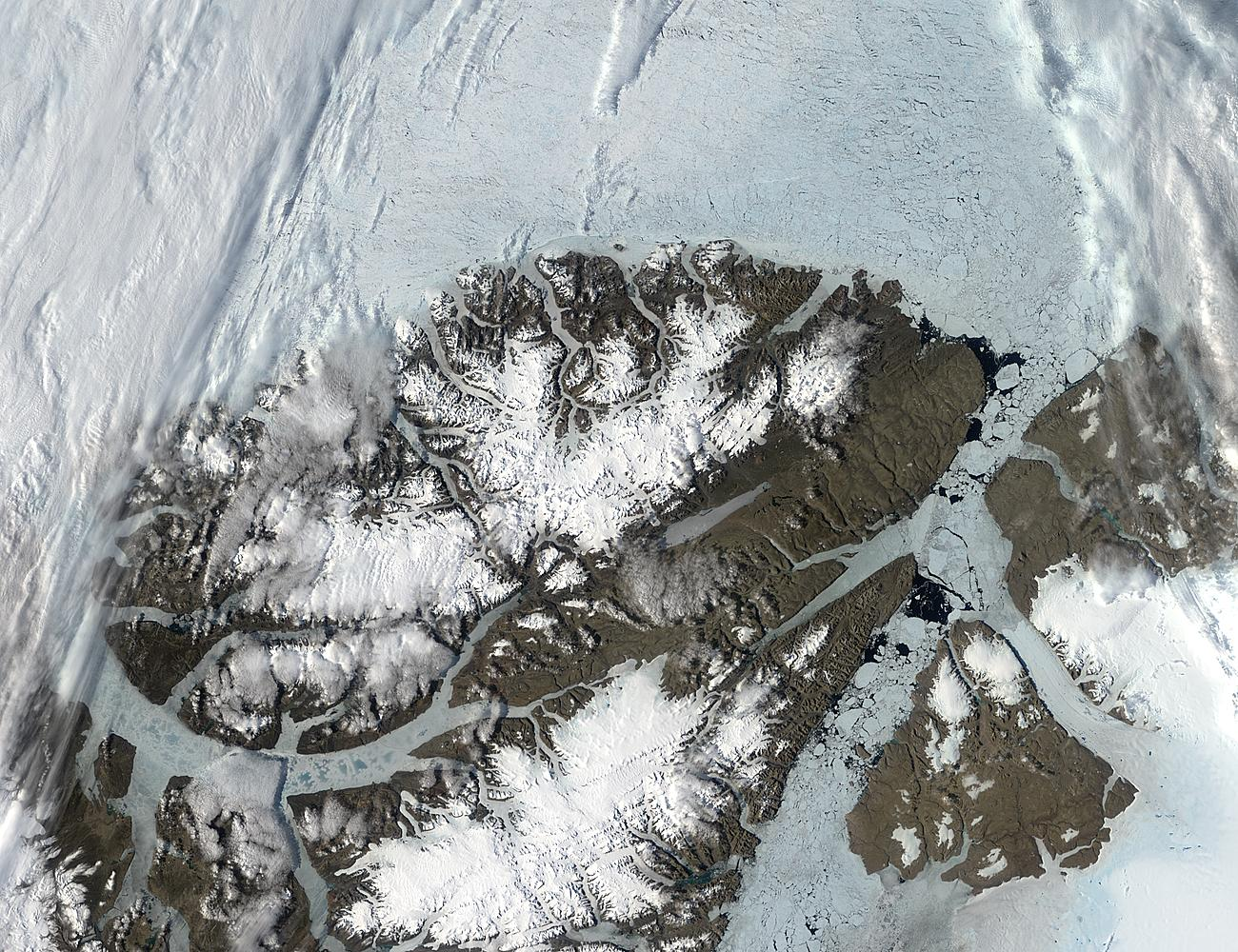
Сучасні «класичні» льодойми і вивідні льодовики Землі Елсміра (Ellesmere Island), північ Канади. 12 липня 2002 року

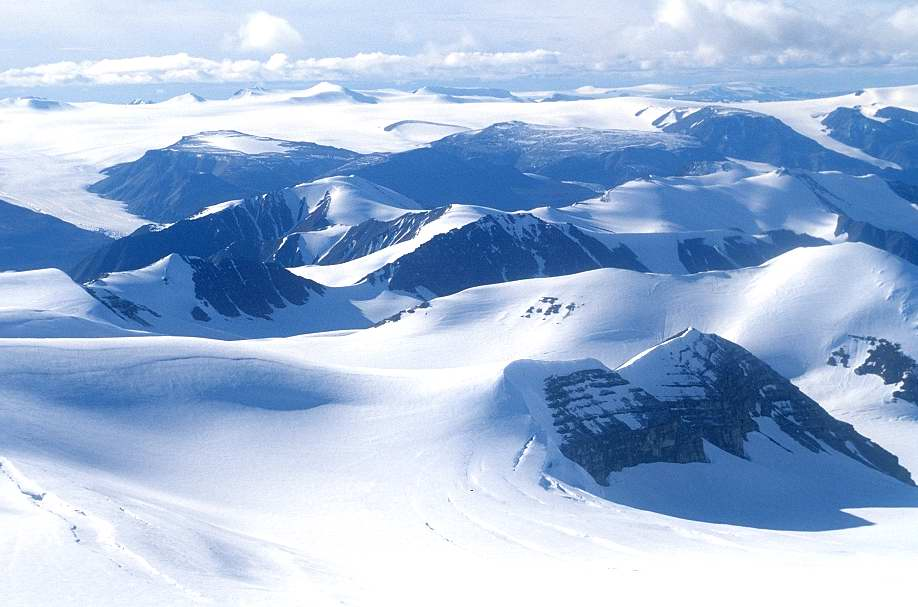
Область акумуляції льодовиків Елсміра на хребті Осборн, північна Канада, 5 серпня 1997 року. Спускаючись вниз долинами, ці льодовики, зливаючись, заповнюють річкові долини і міжгірські зниження, утворюючи так звані класичні льодойми В. П. Нехорошева

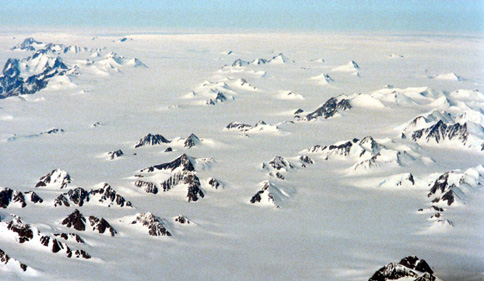
Міжгірні улоговини, долини-троги і фіорди вже не вміщають маси льоду, що колись спустилися до них з гірського обрамлення або які проникли до них з материкового шельфу, і заледеніння розвивається самостійно за рахунок складної системи приток і атмосферного живлення. Східне узбережжя острова Ґренландія. Льодовиковий покрив «протикають» нунатаки. Абсолютна висота близько 5 тис. м, липень 1996 року

Льодойми (від рос. ледоём) — міжгірські западини і розширення річкових долин, повністю заповнені (або наразі заповнюються) льодовиками гірського обрамлення. Льодоймами називаються і ізометричні або злегка витягнуті в плані маси льоду, що заповнюють ці міжгірні улоговини. З цієї точки зору, льодойма є великим елементом сітчастих льодовикових систем, який отримує розвиток в умовах гірсько-котловинного рельєфу. Розвинуті льодойми поповнюються льодом за рахунок долинних льодовиків, що впадають до них; окрім того, вони можуть одержувати снігове живлення на свою власну поверхню.
Близьке визначення представлено і в одному із сучасних географічних словників. Усі зазначені характеристики російський гляціолог-геоморфолог О. М. Рудой відносить до «класичних» льодойм Нехорошева. З таких позицій до сучасних льодойм можна відносити багато льодовикових областей Канадської Арктики, Ґренландії, Шпіцберґена, Землі Франца-Йосифа тощо.

## Про термін
Термін і поняття «льодойма» ввів до наукового вжитку радянський геолог В. П. Нехорошев 1930 року на III з'їзді геологів СРСР у Ташкенті. Дискусія на з'їзді велася при цьому про діагностичні ознаки «древніх» льодойм минулих льодовикових епох. Цей факт можна вважати одним з рідкісних і примітних випадків, коли термін і його зміст були запропоновані виключно для цілей історичної геології і з'явилися раніше, ніж їх сучасне, досить вузьке, тлумачення (див. визначення вище). За часів В. П. Нехорошева термін «льодойма» не вимагав доповнення «стародавня», оскільки про інших і не говорилося, як не викликають помітних дискусій в обговорюваному аспекті сучасні льодойми зараз. Обговорення ж четвертинних льодойм активно триває і наразі. Перші спеціальні дослідження морфогенетичних типів льодойм справив російський гляціолог-геоморфолог О. М. Рудой, хоча й раніше з'являлися окремі праці, присвячені цьому питанню (головні з них наведені в примітках, огляд — у праці «Гигантская рябь течения»). Їм же була запропонована і пионерная класифікація льодойм, що нині розробляється як її первісним автором, так і іншими фахівцями.

## Четвертинні льодойми
В. П. Нехорошев називав льодоймами великі форми рельєфу, які були зайняті льодами у максимуми льодовикових епох четвертинного періоду. Новітні визначення під льодоймами мають на увазі власне маси льоду, що заповнюють відповідні нерівності земної поверхні. Проте останнім часом з'ясувалося, що льодойми доцільно вивчати комплексно — як гляціологічні, фізико-географічні та геоморфологічні об'єкти, — хоча б тому, що більшість колишніх льодойм у горах наразі є великими і сухими улоговинами, іноді зайняті невеликими озерами не льодовикового походження.
|                | Проблемою є не виявлення сучасних льодойм (як географічні об'єкти вони, по суті, всі давно відомі), а розробка геологічних і фізичних критеріїв виділення льодойм, що існували в колишні льодовикові епохи, головним чином — в останню. Ця проблема вирішується багатьма науками про Землю, але в цілому відноситься до сфери палеогляціології і четвертинної гляціогідрології. З'єднувані в льодоймах льодовики формували самостійні центри, поверхня яких, за сучасними уявленнями, за рахунок льодовикового підгачування і саморозвитку могла підніматися вище снігової лінії. Ці льодовикові центри, своєю чергою, мали потужні вивідні льодовики у річкових долинах, що виходили з улоговин, аж до передгір'їв. Коректні реконструкції четвертинних, зокрема, льодойм, а також встановлення їх взаємозв'язків з улоговинними льодовиково-задпрудними озерами часто повністю змінюють уявлення про розміри, тип і динаміку плейстоценових заледенінь суші. Оригінальний текст (рос.) Проблемой является не обнаружение современных ледоёмов (как географические объекты они, в сущности, все давно известны), а разработка геологических и физических критериев выделения ледоёмов, существовавших в прежние ледниковые эпохи, главным образом — в последнюю. Эта проблема решается многими науками о Земле, но в целом относится к сфере палеогляциологии и четвертичной гляциогидрологии. Соединявшиеся в ледоёмах ледники формировали самостоятельные центры, поверхность которых, по современным представлениям за счёт ледникового подпруживания и саморазвития могла подниматься выше снеговой линии. Эти ледниковые центры, в свою очередь, питали мощные выводные ледники в выходящих из котловин речных долинах вплоть до предгорий. Корректные реконструкции четвертичных, в частности, ледоёмов, а также установление их взаимосвязей с котловинными ледниково-подпрудными озёрами часто полностью меняют представления о размерах, типе и динамике плейстоценовых оледенений суши. |
| — О. М. Рудой, | |

Під міжгірними улоговинами в цій статті розуміються всі відносно великі внутрішньо- і міжгірські зниження (депресії, западини) у рельєфі, незалежно від їх походження, оточені гірськими хребтами або системами.

### Історія та сутність проблеми
У четвертинній геології, палеогляціології і геоморфології з початку XX століття серйозно обговорювалося питання: чи займалися великі міжгірні улоговини давньольодовикових областей у льодовиковому плейстоцені льодом? Головним аргументом на користь реальності існування четвертинних льодойм вважалася присутність льодовикових і водно-льодовикових відкладень і рельєфу на днищах міжгірських западин. За цією ознакою наприкінці першої половини XX століття на Алтаї були виділені льодойми плоскогір'я Укок, а також Джулукульської, Чуйської, Курайської, Уймонської, Леніногорської, Май-Копчегайської і Марка-Кульської улоговин. По суті, всі міжгірні западини Алтаєво-Саянської гірської області, крім улоговини Телецького озера, були тоді віднесені до льодойм. Це пояснюється тим, що за розрахунками Р. Ґране та Л. А. Варданянца депресія снігової лінії в максимум останнього зледеніння становила 1150—1200 м, а така депресія не могла не викликати висунення пізньочетвертинних льодовиків у западини, що розраховується за нескладною формулою того ж Л. А. Варданянца.
| |  | |  |  |
| |  | Озерні тераси піздньочетвертинного (близько 15 тис. років тому) Курайського льодовиково-запрудного озера на південному схилі Курайського хребта. Біла смуга — Чуйський тракт направо — до сел. Кош-Агач. Висота верхніх озерних рівнів перевищує 2200 м над рівнем моря при середніх відмітках сучасного днища Курайської улоговини — нижче 1600 м. Аерофотознімання. |  |  |
| Поле дропстоунів на днище Чуйського піздньочетвертинного льодовиково-запрудного озера. На задньому плані — північний схил хребта Сайлюгем, на якому чітко видно озерні тераси. Ці тераси — сліди льодовиково-запрудного озера, до якого спускалися гірські льодовики і продукували айсберги, один з яких і залишив ці дропстоуни на етапі скидання озера (близько 15 тисяч років тому). |  | Центральна частина сучасного ложа Чуйського піздньочетвертинного льодовиково-запрудного озера. Для масштабу на передній план наведено верблюдів. На задньому плані видно Південно-Чуйський і відроги Північно-Чуйського хребта, що частково обрамляють Чуйську улоговину.                                                                                             |  |  |

Пізніше було встановлено, що у деяких міжгірних улоговинах Алтаю, наприклад, у Курайської і Чуйської, де повинні були б виникати плейстоценові льодойми, ні очевидних морен, ні безумовно флювіогляціальних утворень нібито немає, а значить, і льодойм у них не існувало.
Протягом десятиріч ця обставина викликала дискусії, в яких брали участь усі геологи і географи, що працювали в горах Південного Сибіру. Дискусії загострювалися ще й у зв'язку з тим, що на схилах більшості міжгірних улоговин виразно збереглися озерні тераси. Це могло означати, що западини слугували вмістищем для озерних вод, які, як вважалося, не залишали місця для льодовиків. Щоправда, деякі геологи, наприклад, О. В. Москвітін, вважали, що через своєрідності механізму утворення льодойм на днищах останніх морени могли іноді й не відкладатися. Так, у Чуйській улоговині на Алтаї, вважав цей дослідник, нижня частина льоду в льодоймі залишалася малорухомою і не формувала морен, а верхня частина і сама по собі несла дуже мало моренного матеріалу. Озерні ж тераси в цій та інших улоговинах були віднесені О. В. Москвітіним до дольодовикових і післяльодовикових озер. Так само міркували й інші фахівці. У розпал дискусії про межі четвертинних льодовиків, коли площі давнього зледеніння в різних працях то скорочувалися майже до сучасних, то покривали мало не всю сушу, ледь залишаючи ділянки для передгірних озер і органічного світу, побачили світ ґрунтовні статті Є. С. Щукіної, Л. Д. Шоригіної і В. О. Попова, в яких стверджувалося, що внутрішньогірські водойми Південного Сибіру існували в міжльодовиковий і дольодовиковий час. Але і в льодовикові епохи, згідно з уявленнями цих дослідників, ні Чуйська, ні Курайська, ні Уймонська улоговини льодовиками повністю не займалися.
Дискусія початку 1960-х років нагадує дещо парадоксальну ситуацію, що склалася в 1930-х роках, коли в період захоплення ідеями льодойм Нехорошева О. В. Аксарин пояснив виникнення озер у Чуйській улоговині на Алтаї тектонічним опусканням Північно-Чуйського хребта, а Б. Ф. Сперанський, один з найпалкіших прихильників алтайських льодойм, був вимушений до цього приєднатися і синхронізувати четвертинне Чуйське озеро з останньою міжльодовиковою епохою. У льодовикові ж епохи, за Сперанським і Аксариним, в усіх міжгірських западинах були льодойми.
Таким чином, свідчення існування льодойм у різних улоговинах виявлялися часто прямо протилежними: в одних западинах як доказ заповнення їх льодом пропонувалися морени, а в інших — їх відсутність і наявність озерних терас.
На цю обставину звернули увагу Є. В. Дев'яткін зі співавторами. Вони знову докладно розглянули аргументацію попередників і сформулювали головні геолого-геоморфологічні ознаки льодойм:
1. наявність активних і досить потужних льодовиків у гірському оточенні улоговин;
2. майданний розвиток в улоговинах валунно-суглинною основною морени, петрографія валунів у якій однакова з геологічними фаціями навколишніх хребтів;
3. наявність інтрагляціальних водно-льодовикових утворень — камів, озів і камових терас, які свідчать про «широкий розвиток мертвих льодів» у стадії дегляціації;
4. наявність у знижених ділянках улоговин озерно-льодовикових відкладень і реліктових, головним чином моренно-запрудних озер;
5. наявність слідів екзарації в улоговинах;
6. наявність у крайових частинах льодойм маргінальних каналів стоку талих вод деградованих льодовиків.

За сукупністю цих ознак Є. В. Дев'яткін з колегами виділили Бертекську, Тархатинську, Джулукульську льодойми і льодойму плоскогір'я Укок. Оскільки, як вважали ці геологи, в Чуйській, Курайській, Уймонській і їм подібним улоговинах морен немає, то і льодоймами вони не були.
Не можна не помітити, що з шести виділених діагностичних ознак льодойм головним Є. В. Дев'яткін зі співавторами вважають все ж таки другу. Якщо морен і флювіогляціальних форм в улоговинах немає, то всі інші ознаки, судячи зі статті, не грають ролі і можуть бути пояснені чим завгодно, але тільки не роботою льодовиків. Оскільки питання про виникнення льодойм завжди ставилося одночасно з питанням про існування в улоговинах великих льодовиково-запрудних озер, то альтернативні пояснення генезису «спірних» форм рельєфу та відкладів давалися, як правило, з озерних позицій. Саме таким чином надійшли своїм часом з «озом Обручева» в Уймонській міжгірській западині. «Серед цього степу мою увагу звернув на себе вузький невисокий вал, довжиною близько 2 верст, який тягнеться з ПнПнЗх на ПдПдСх над степом він піднімається від 2 до 4—6 м; гребінь його настільки плоский, що по ньому можна їхати у возі; він місцями рівний, місцями знижується і у двох-трьох місцях розірваний глибшими виїмками, біля яких по сторонах валу невеликі горбки. Ґрунт валу — піщано-гальковий, є і дрібні валуни. Це, ймовірно, оз одного з льодовиків, що спускалися з Катувських альп на північ і перетинали р. Катунь, або ж давнього льодовика Теректинського хребта. В літературі опис і пояснення цього валу мені не траплялися.» — В. П. Обручев, 1914 .
Однак існування і самих улоговинних льодовиково-запрудних озер у льодовиковому плейстоцені гір Сибіру вимагало спеціальних доказів як їх генезису, так і їх віку. Зрозуміло, що якщо в западинах є «очевидний» моренний рельєф, як, наприклад, на плоскогір'ї Укок, в Джулукульській, Тархатинській і Улаганській улоговинах, то, швидше за все, вони були «класичними» льодоймами Нехорошева. Набагато цікавіше стає ситуація тоді, коли в міжгірських западинах таких «очевидних» форм немає, але льодойми, виходячи з палеогляціологічних міркувань, повинні були виникати. Ще складнішою вона виявляється в тих випадках, коли улоговини мають геологічні сліди прильодовикових озер. Ну, й, нарешті, якщо сліди таких озер (озерні тераси і відкладення) діагностуються також невпевнено, неодностайно, але озера, як і льодойми, виходячи з тих же палеогляціологічних моделей, усе ж повинні були утворюватися, реконструкції, на перший погляд, взагалі не заходять у глухий кут. Причому додаткові фактичні дані (матеріали буріння, нові кар'єри, відслонення тощо) стан речей не міняють, а, як буде показано нижче, часто і посилюють. У цьому сенсі показова Уймонська улоговина на Алтаї. Тут мали бути і четвертинні льодойми, і льодовиково-запрудні озера, але достовірних геологічних слідів ні тих, ані інших у цій улоговині поки немає.

### Уймонська улоговина
Уймонська міжгірська улоговина належить до найбільших котловин Алтаю. З півдня вона обмежена найвищим у Сибіру Катунським хребтом, який несе потужне сучасне заледеніння. Абсолютні відмітки Катунського хребта досягають 4500 м (висота гори Бєлухи — 4506 м). На півночі западина обмежується Теректинським хребтом, що також має сучасні, переважно карові і схилові льодовики. Річкові долини обох хребтів мають у верхніх частинах профіль трогів з різним набором добре розвинених кінцевих морен. Більшість морен запруджують озера, найбільші з яких відносяться до Катунського хребта.
Дно улоговини слабо нахилене до сходу. Воно заповнене пухкими поліфаціальними відкладеннями, серед яких протікає річка Катунь. Уріз Катуні на виході з улоговини (гідростулка Катанда) становить 904 м над рівнем моря.
|  |  |  |  |  |
|  |  |  |  |  |

Висновок про виникнення тут великого озера постулювалося на наступній підставі: оскільки льодовики Катунського хребта переповнювали долину Катуні нижче улоговини, то стік з останньої був запруджений, і улоговина заповнювалася водою. Але втім це справедливе допущення до останнього часу не знаходило підтвердження надійним фактичним матеріалом. Навпаки, ще 1914 року В. П. Обручев виявив у центральній частині улоговини довгий звивистий у плані вал, охарактеризований ним як оз. Пізніше Є. В. Дев'яткін з колегами стверджували, що «оз Обручева» насправді має ерозійне походження, а в межах Уймонської улоговини льодовикових утворень бути не може, тому що льодовики басейну Катуні та її приток взагалі не доходили до западини, а закінчувалися в горах. Так само вважали і Г. Ф. Лунґерсґаузен і Г. А. Шмідт, відзначаючи, що «оз Обручева» — це береговий вал стародавнього озера. 1973 року П. А. Окішев описав цілу серію таких валів і довів правоту гіпотези В. П. Обручева. Однак цим самим він показав і те, що Уймонська улоговина заповнювалася льодом, тобто була льодоймою.
Висування льодовиків Катунського хребта у долину річки Катуні, як сказано вище, розраховувалося за формулою Л. А. Варданянца. Однак ще в середині XX століття М. В. Тронов писав, що при розробці своєї моделі Л. А. Варданянц не враховував ефекту льодовикового запруджування. З урахуванням останнього при депресії снігової лінії в 1150 м Катунський, наприклад, льодовик не міг мати розміри, показані на схемі Л. А. Варданянца. Тому М. В. Тронов вважав, що або депресія снігової лінії була набагато меншою, або Катунський льодовик мав просуватися набагато далі, тобто виходити в Уймонську улоговину.
| Таким чином, зараз, як і раніше, проблема сибірських льодойм усе ще вирішується за принципом «або-або»: або льодойма, або водойма. Оригінальний текст (рос.) [Таким образом, сейчас, как и прежде, проблема сибирских ледоёмов всё ещё решается по принципу «либо-либо»: либо ледоём, либо водоём.] Помилка: [undefined] Помилка: {{Lang}}: немає тексту (допомога): текст вже має курсивний шрифт (допомога) |

Тому доцільно звернутися до аргументації поглядів на механізми утворення льодойм різного типу у світлі колишніх і нових матеріалів та ідей, запропонованих в останній чверті XX століття. Отже, на користь існування в Уймонській улоговині на Алтаї великих льодовиково-запрудних озер і льодойм свідчать факти, наведені нижче.

#### Будова озов в Уймонській улоговині

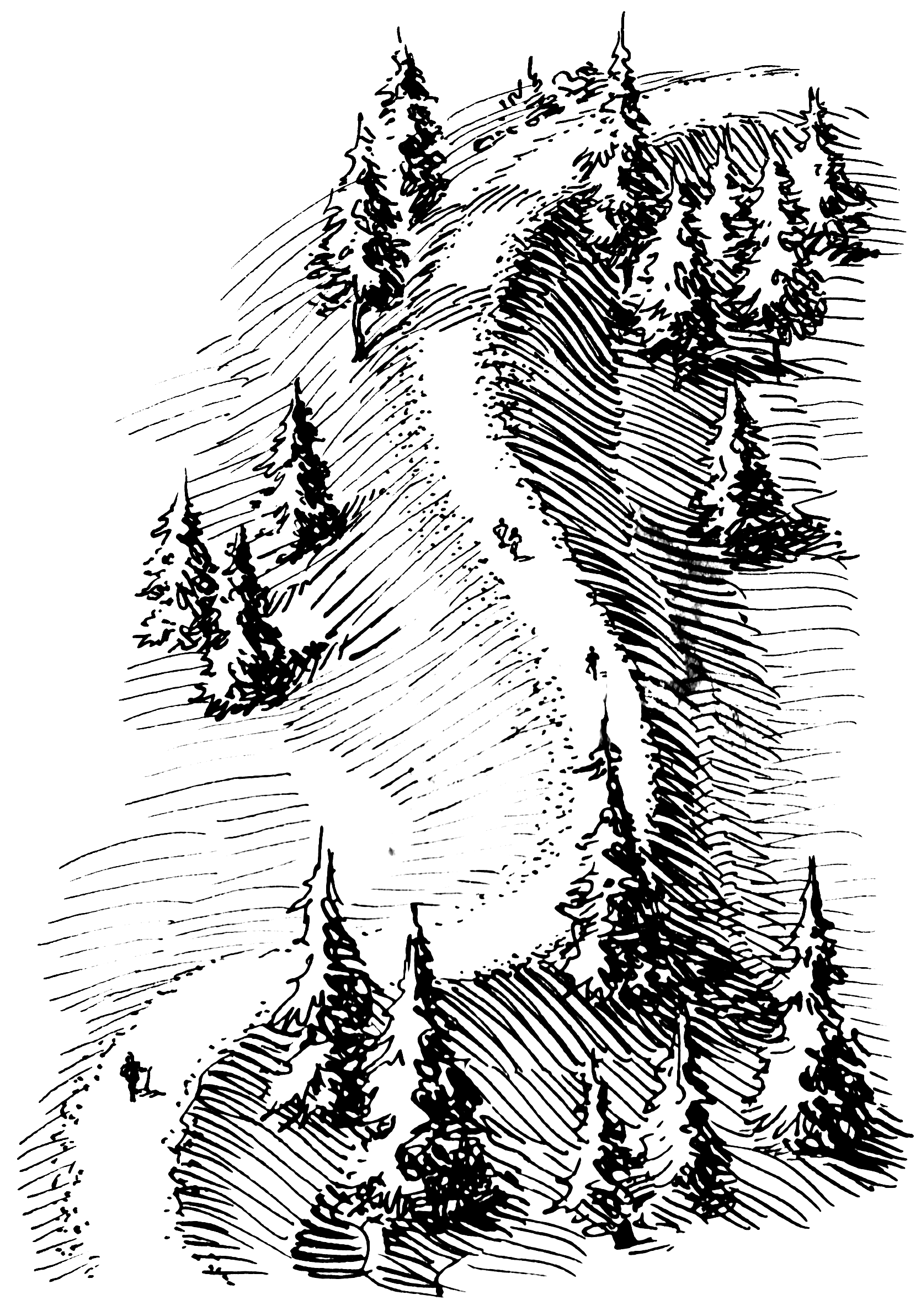
Замальовка класичного озу

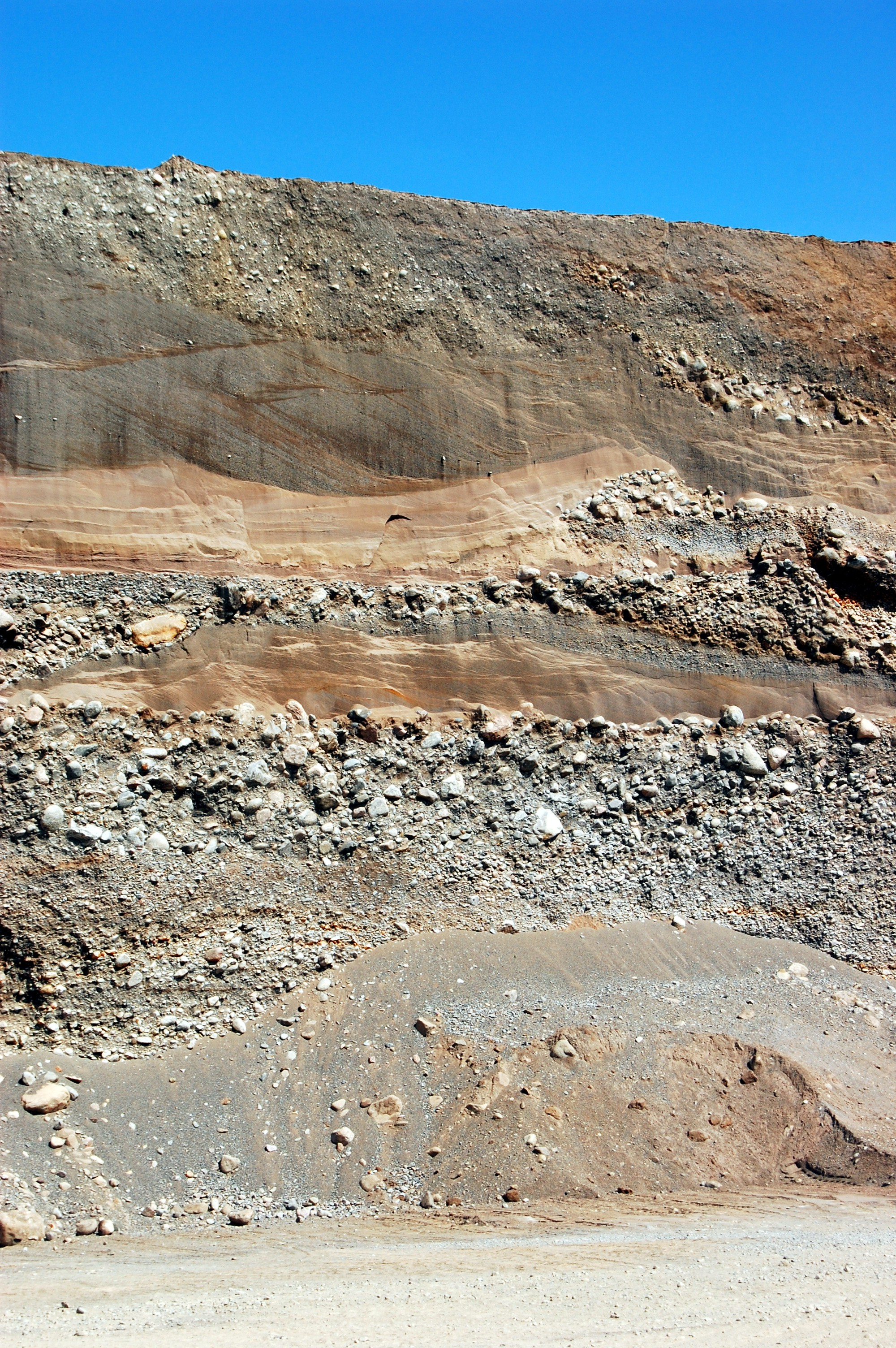
Будова оза, типова для всіх інтрагляціальних форм. Швеція, 30 травня 2008 року.

У районі старого аеропорту селища Усть-Кокса в стінці кар'єра висотою близько 5 м розкривається наступний розріз (згори вниз):
- суглинок покривний бурий, потужністю до 1 м;
- піски ясно шаруваті, грубо- і крупнозернисті, сірі, пухкі, промиті. Шаруватість у загальному випадку згідна скульптурі, що підстилається, іноді порушена. Крім орієнтування зерен, згідно напластуванню, шаруватість підкреслюється чергуванням грубо- і крупнозернистих горизонтів. Часто зустрічаються кишені з вміщувальних порід. Потужність шару — до 3 м;
- піски бурі, шаруваті, включені у всі горизонти у вигляді довгих стрічок, рідше — лінз;
- гравій і галька неясно-шаруваті. Шаруватість намічається чергуванням крупності уламків; незалежно від орієнтації розрізу вона має куполоподібний, «антиклінальний», вигляд. Галечники, особливо в покрівлі пачки, пухкі. До підошви пачки спостерігається збільшення крупності уламкового матеріалу одночасно зі зменшенням ясності текстур. Видима потужність — до 4 м;
- піски гравелисті, сірі, горизонтально-шаруваті, включені в попередній горизонт у вигляді прошарків.

Описаний розріз є типовим для всіх розкритих природним відслоненням або розчищеннями озів улоговини. Проте ні в одному з них в підошві розрізу не оголюється морена, утворення якої передує або синхронно формування камів й озів і наявність якої у міжгірських западинах вважається одним з головних аргументів на користь льодойм, хоча в деяких працях відзначається, що ози можуть підстилатися і корінними породами.
1975 року О. М. Рудой спробував розкрити «корінь» озу, розташованого в уступі лівобережної ерозійної тераси річки Катуні. Канавами був пройдений звернений до Катуні схил оза, а також верхня частина тераси, «вирізаної» у днищі улоговини. В стінці канави було виявлено (згори вниз):
- дерен;
- суглинок покривний, коричнево-сірий з рідкісними плямами темно-сірого супіску. Потужність шару — близько 2 м;
- пісок темно-сірий, крупнозернистий і гравелистий. Оголюється у вигляді лінз, клинів, кишень. Потужність прошарків — близько 30 см;
- супісок світло-коричневий, гірський, з прошарками і лінзами валунних суглинків. Уламковий матеріал добре обкатаний, потужність — близько 1 м. Нижче підошви шару — * вибій канави опускається під майданчик тераси, на якій перебуває описуваний оз. Тут було розкрито:
- гравій і галька з рідкісними і дрібними валунами. Горизонт має виразну субгоризонтальну шаруватість. Гравій і галька середньо і добре обкатані. Підошва шару йде під вибій. Видима розкрита потужність шару — 2 м.

Виходячи з будови озів, можна констатувати, що ози лежать не на основній морені, а на озерних галечниках.

#### Морфологія та будова крайових льодовикових форм у гирлах річкових долин
У пригирловій частині долини річки Мульти на південно-східному схилі Уймонської улоговини річка підрізає морену, складену валунами з піщано-гравійно-галечниковим заповнювачем. В цілому для розрізу характерне збільшення частки уламкового матеріалу згори вниз по розрізу. Уламки добре обкатані, мають округлу форму, розміри валунів досягають 0,5 м у діаметрі. Валунний матеріал значно вивітрений і представлений біотитовими і біотит-роговооманковими гранітами. Гравій і галька, навпаки, мають дуже свіжий вигляд. Потужність відслонення — близько 4 м.
У межиріччі річок Мульти й Акчана, на правобережжі річки Катуні є велике поле субконцентричних ланцюжків взаємопаралельних валів і пагорбів заввишки більше 4 м, розділених неглибокими ложбинами. За морфологічними ознаками цей рельєф дуже схожий на ребристу морену (річну морену Де Ґеєра), але не на гігантські знаки брижів течії, як вважали В. В. Бутвиловський з Н. Прехтелем.
Навпроти села Аккоба цей рельєф під гострим кутом до пасом підрізається Катунню, де протягом 0,5 км розкриваються (згори вниз):
- суглинок покривний сірувато-коричневий, пилуватий, потужністю до 1,5 м;
- гравій і галька з рідкими дрібними валунами. Уламковий матеріал в основному має свіжий вигляд, у північній частині розрізу трапляються значно вивітрілі валуни біотитових гранітоїдів. Обкатанність валунів середня і добра. В цілому горизонт добре промитий, заповнювач представлений грубозернистим і гравелистим піском, зміст його невеликий. Лише в північній частині розрізу зустрінуті тонкі (10-15 см) витягнуті піщані прошарки. Всередині цих прошарків є дуже тонка субгоризонтальна шаруватість. Зрідка на основі північної частини товщі зустрічаються лінзи коричневого пилуватого  суглинку. Загальна шаруватість горизонту повторює профіль топографічної поверхні і найчіткіше виражена в центральній і південній частинах відслонення. Потужність горизонту — до 4 м;
- суглинок темно-коричневий, водонасичений, горизонтально простягається по всьому розрізу. Потужність — 20-30 см;
- валунник з гравійно-галечниковим і піщаним заповнювачем. Валуни добре і абсолютно обкатані, мають округлу форму, у діаметрі не перевищують 0,4 м. Будь-яке сортування у шарі відсутнє. Видима потужність шару — 3 м. Нижче — осип.

Як видно з опису та з малюнка, пасмово-улоговинний  рельєф з поверхні складений флювіальними хвилясто-шаруватими відкладеннями, що в сукупності з просторовим орієнтуванням пасом дозволяє класифікувати його як систему маргінальних озів, що сформувалися у водному середовищі на краю льодовика, що розпластався у гирловій частині річки Акчан. У будові пасом бере участь і моренний матеріал, причому контакт основної морени і гравелистих галечників не скрізь такий ідеальний, як в описаному відслоненні. Валунні суглинки в відслоненні Мульти аналогічні шару (4 за рахунком згори) у відслоненні Катуні, однак водно-льодовиковий шар у покрівлі першого відсутній. За півкілометра від мультинської дороги, на правому березі Катуні кар'єром розкрита одне з окремих пасом, в основі якого залягають слабообкатанні валуни, перемішані з гравієм, піском і суглинком. Покрівля цього розрізу представлена добре промитими галечниками.
На підставі розглянутих відслонень і розчищень можна зробити висновок, що в системі маргінальних озів південно-східній периферії Уймонської улоговини беруть участь і моренні гряди. Взаємовідносини водно-льодовикових і льодовиково-акумулятивних відкладень, як було показано, складаються трояко:
- гравійні галечники згідно перекривають осади основної морени;
- відкладення озів можуть мати моренне ядро з нерівним, «рваним», контактом;
- водно-льодовикові галечники взагалі не беруть участь у будові пасом.

Результати вивчення фронтального льодовикового рельєфу в Швеції і в Канаді показали, що маргінальні ози і ребриста морена, аналогічні описаними, виникають в умовах великих горизонтальних напружень у кінцевій зоні льодовика, який реагує на них як крихке тіло. Дж. Елсон зазначив парагенетичний зв'язок морен Де Ґеєра і маргінальних озів. Г. Хоппе вважав, що морени Де Ґеєра можуть формуватися тільки на контакті льодовиків з водоймами, що викликає сезонну нестійкість краю льодовика і веде до виникнення тут близько розташованих тріщин, куди вичавлюється основна морена з ложа льодовика («моренні діапіри»). Водночас, як показали польові вишукування О. М. Рудого, в крайових тріщинах нальодовиковими і внутрішньольодовиковими талими водними потоками відкладається і водно-льодовиковий матеріал:
| Будова і морфологія рельєфу пасем у межиріччі рр. Мульти й Акчал вказують на те, що льодовики з цих долин опускалися у водойму, яка існувала в улоговині в льодовиковий час. Той факт, що розвинені в центральній частині улоговини ланцюжки озів залягають безпосередньо на озерних відкладеннях, а під озами і навколо них відсутні синхронні їм моренні утворення, може пояснюватися тільки тим, що ози формувалися на льодовиковому покриві, який повністю бронював дзеркало озера. Це покрив був з'єднуваними на плаву «шельфовими» льодовиками підніж Катунського і Теректинського льодовикових центрів. При розпаді заледеніння, спусканні озера (чи його видавлюванні) льодовиковий покрив опускався на дно западини. Можливо, і на цьому етапі серед масивів мертвого льоду формувалися інтрагляціальні озоподібні форми. У другому випадку, зафіксованому в межиріччі рр. Мульти й Акчал, сама будова і морфологія рельєфу пасем також начебто переконливо свідчать про те, що гірничо-долинні льодовики контактували з водним басейном. Оригінальний текст (рос.) Строение и морфология грядового рельефа в междуречье рр. Мульты и Акчана указывают на то, что ледники из этих долин опускались в водоём, который существовал в котловине в ледниковое время. Тот факт, что развитые в центральной части котловины цепочки озов залегают непосредственно на озёрных отложениях, а под озами и вокруг них отсутствуют синхронные им моренные образования, может объясняться только тем, что озы формировались на ледниковом покрове, который полностью бронировал зеркало озера. Это покров представлял собой соединившиеся на плаву «шельфовые» ледники подножий Катунского и Теректинского ледниковых центров. При распаде оледенения, спуске озера (или его выдавливании) ледниковый покров опускался на дно впадины. Возможно, и на этом этапе среди массивов мёртвого льда формировались интрагляциальные озоподобные формы. Во втором случае, зафиксированном в междуречье рр. Мульты и Акчана, само строение и морфология грядового рельефа также как будто убедительно свидетельствуют о том, что горно-долинные ледники контактировали с водным бассейном. |

У своїх попередніх роботах О. М. Рудой не синхронізував ці дві події і відносив утворення озів у центральній частині Уймонської западини до середнього плейстоцену, а поле маргінальних озів її периферії — до пізнього. Зараз він вважає це помилковим.
Виходячи зі «свіжості» морфології крайових форм, а також на підставі фактичних даних (зокрема — і абсолютних датувань) за іншими гірсько-улоговинним районами, цей дослідник вважає, що події, зображені крайовими льодовиковими утвореннями в Уймонській долині, відносяться до часу закінчення останнього зледеніння (18-12 тис. років тому), хоча маргінальні ози Мульти — Акчана фіксують самі фінальні стадії вюрмського зледеніння сибірських гір і є молодшими, ніж «ози Обручева». Звичайно, повну ясність до цього питання можуть внести нові абсолютні датування, яких в Уймонській улоговині поки просто немає, а надійність наявних за сусіднім територіям, на жаль, невелика, і їх мало.

## Зміна парадигми. Типи льодойм. Налідні льодойми і спіймані озера
Отже, до кінця XX століття було з'ясовано, що («класичні») льодойми Нехорошева — це лише один і далеко не найпоширеніший сценарій озерно-льодовикової історії міжгірських западин. Розробка проблеми льодойм стала вироблятися на основі зовсім іншої парадигми: «і водойма, й льодойма». Такий підхід став можливим тому, що розрахунками обсягу танення льодовикового стоку було доведено: до моменту кульмінації зледеніння більшість великих міжгірних улоговин уже були зайняти льодовиково-запрудними озерами.

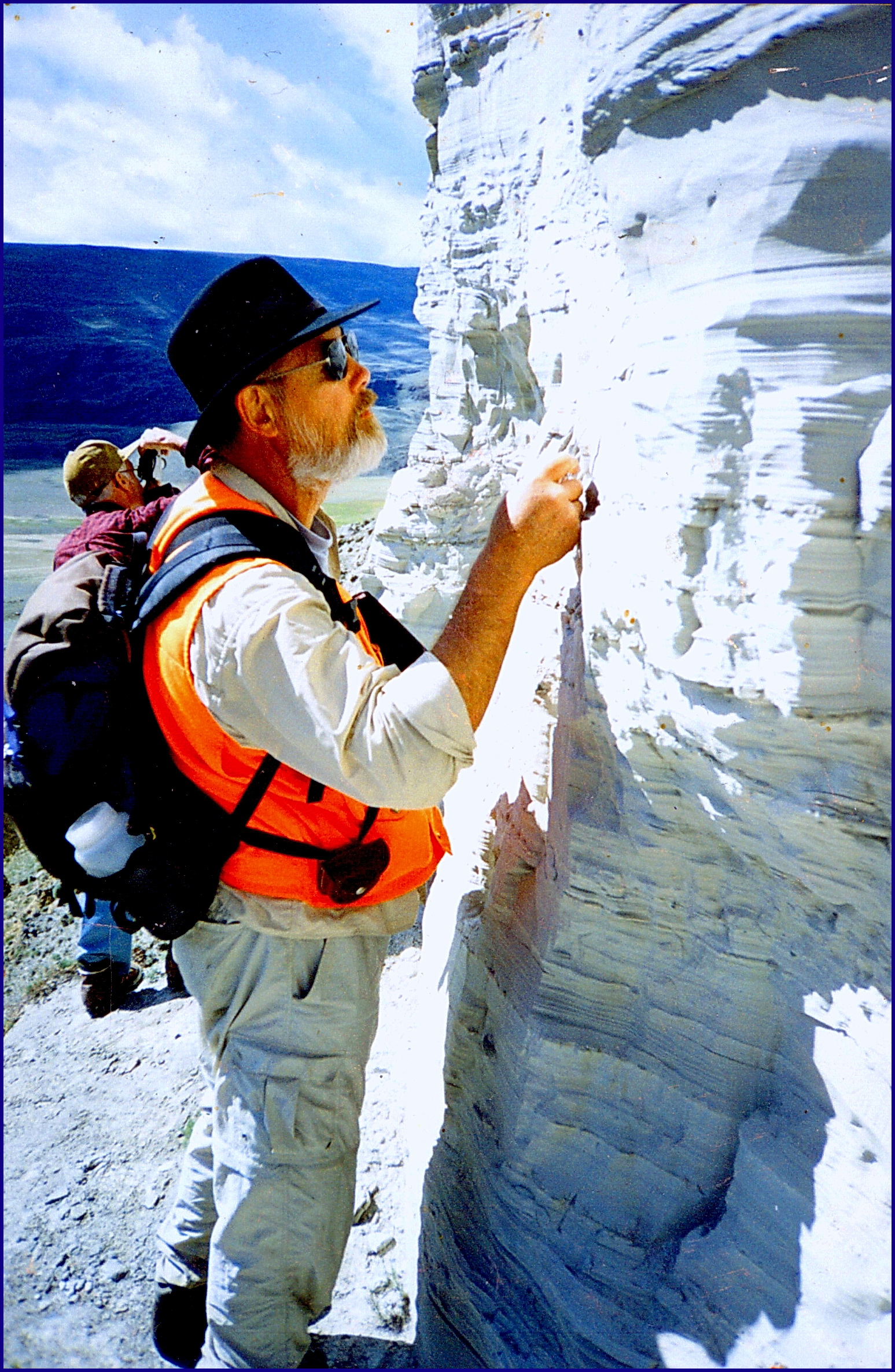
Американський геолог Кінан Лі (Keenan Lee) вивчає озерно-льодовикові відклади розрізу Чаган, Чаганський скебленд, Південно-Східний Алтай.

В залежності від морфології міжгірських западин величини депресії снігової лінії у навколишніх горах і в залежності від енергії зледеніння взаємовідношення четвертинних льодовиків складалося за кількома сценаріями.
- Тільки льодойма, без озера («класичні льодойми» В. П. Нехорошева). До таких льодойм віднесені всі високо підняті внутрішньогірські улоговини Сибіру з моренним і водно-льодовиковим рельєфом на днищах. На Алтаї, зокрема, це Улаганська, Джулукульська, Тархатинська і Бертекська западини.

- Водойма і льодойма разом. Ця модель розглядає випадки, коли на поверхні великого льодовиково-запрудного озера долинні льодовики, що спускалися з гір, зливалися на плаву («шельфові льодовики» гірських країн) і перекривали озеро. Виникали так звані спіймані озера («catch lakes», за О. М. Рудим). Спіймані озера вісконсинського віку, що виникали згідно моделі О. М. Рудого, реконструйовані нещодавно і в Британській Колумбії[42]:

| Механізм дуже енергійного, катастрофічного видавлювання підльодовикових озер і морів під величезним льодовиковим навантаженням ставав, мабуть, найсприялішим на стадіях кульмінації зледенінь. дилювіальні канали підльодовикових скидів (субгляціальні спілвеї), що сформувалися під тиском пізньоплейстоценової (вісконсинської) льодовикової лопаті для Південного Онтаріо, провінцій Альберта, Квебек і Північно-Західних територій сучасної Канади, були описані, наприклад, Т. Бреннанд і Дж. Шоу. Формування окремих форм рельєфу (зокрема, деяких друмліноїдів), походження яких пов'язувалося раніше з прильодовиковим морфогенезом, Т. Бреннанд і Дж. Шоу пояснюють напруженими водно-ерозійними динамічними ситуаціями під льодовиковими щитами. Оригінальний текст (рос.) Механизм очень энергичного, катастрофического выдавливания подледниковых озёр и морей под огромной ледниковой нагрузкой становился, по-видимому, превалирующим на стадиях кульминации оледенений. Дилювиальные каналы подледниковых сбросов (субгляциальные спиллвеи), сформировавшиеся под давлением позднеплейстоценовой (висконсинской) ледниковой лопасти для Южного Онтарио, провинций Альберта, Квебек и Северо-Западных территорий современной Канады, были описаны, например, Т. Бреннанд и Дж. Шоу. Формирование отдельных форм рельефа (в частности, некоторых друмлиноидов), происхождение которых связывалось ранее с приледниковым морфогенезом, Т. Бреннанд и Дж. Шоу объясняют напряжёнными водно-эрозионными динамическими обстановками под ледниковыми щитами. |

Я. А. Піотровський досліджував дилювіальні підлідні форми на німецькому узбережжі Північного моря. Під дією льодовикового навантаження четвертинні підльодовикове озеро Столпер виявилося тут видавленим у море, причому в процесі витікання, характер якого був катастрофічним, утворилися глибокі дилювіально-ерозійні канали — спілвеї (тунельні долини), найбільший з яких — канал Борнгевд — мав глибину 222 м при довжині майже 13 км і розташовувався майже на 200 м нижче рівня моря.
Нарешті, абсолютно логічною, але несподіваною навіть для О. М. Рудого, кульмінацією розвитку його концепції про налідні льодойми і спіймані озера стала фінальна реконструкція М. Г. Ґросвальда про гігантське Арктичне підльодовикове озеро, яке систематично і катастрофічно вихлюпувалося на прилеглу сушу під потужним стресом пізньочетвертинного величного Арктичного льодовика, маргінальні частини якого до того ж зазнавали регулярні серджи.
- Налідні льодойми. Ця модель розглядає випадки, коли межа живлення льодовиків опускалася нижче дзеркала води. На місці водойм виникали складні утворення, що складалися з потужної лінзи талих вод, броньованими озерними, налідними і глетчерними льодами, а також сніжно-фірновою товщею. Поверхні озер утягувалися, таким чином, до зони живлення льодовиків і ставали новими льодовиковими центрами зі субрадіальним відтоком льоду (позитивна інверсійна льодовикова морфоскульптура).

Як додаткові докази реальності існування налідних льодойм можна приводити особливості будови стрічкових «глин» у найбільших їх алтайських місцезнаходженнях — у долинах річок Чаган і Чаган-Узун. Спеціальні дослідження показали, що швидкість накопичення цих відкладень у місцезнаходженні Чаган становила приблизно 2-4 мм/рік, а в розрізі Чаган-Узун — від 8-10 до 15 мм/рік. Вдалося також з'ясувати, що в розрізі Чаган є особливі верстви переважно глинистого складу, витриманої (близько 10 мм) потужності, з різними інтервалами повторюваними у всій товщі. Ці верстви отримали назву «кріохронних». Кріохронні шари відповідають кільком рокам з дуже коротким і холодним абляціонним періодом, а найімовірніше — взагалі без нього. Протягом цих періодів прильодовикові озера не розкривалися від льоду взагалі, й на їх дні накопичувалися (відстоювалися) переважно особливо тонкодисперсні відкладення, що не встигли випасти в осад раніше. Це осадження відбувалося на тлі практично повного припинення талого стоку з льодовиків, що живили озеро, і відсутності надходження до прильодовикових водойм нових порцій твердої речовини. Подальше похолодання і збільшення зволоженості викликали подальше зниження межі живлення льодовиків доти, поки остання не опускалася нижче рівня озер. Починалося формування налідних льодойм.
Ще одним підтвердженням гіпотези налідних льодойм є підсумки робіт останніх десятиліть на сучасних озерах оазисів Антарктиди. Згідно з цими роботами, при середньорічній температурі повітря біля поверхні до -20 °C в одному з найбільших антарктичних озер, озеро Ванда, що існує переважно в підлідному режимі, придонні шари води можуть нагріватися до +25 °C. Озерний лід потужністю близько 4 м не тільки є своєрідним екраном, що захищає водойму від низьких температур і вітру, але і природною крижаною лінзою, що збільшує тепловий ефект інтенсивного припливу сонячної радіації, що становить тут влітку до 170 ккал/м²·год.
М. С. Красс показав, що короткоперіодичні коливання клімату впливають переважно на дрібні водойми антарктичних оазисів, але практично не впливають на тепловий режим великих озер. Великий тепловий запас останніх забезпечує їм велику інерційність. При подальшому зниженні кордону живлення нижче урізу озер вода в них, як показують уже приклади алтайських налідних льодойм, може зберігатися дуже довго за рахунок тепла, накопиченого раніше, а в міру утворення і накопичення на поверхні замерзлих озер сніжно-фірнової товщі та її діагенезу озера опиняться поза межами впливу сезонних коливань температури повітря, тобто перетворяться у водяні лінзи.
- Тільки льодовиково-запрудне озеро

Льодовиково-запрудні озера, в загальному випадку, являють собою великі скупчення води, які виникають перед краєм льодовикових покривів, а також розширення гірських річкових долин при їх запруджувань долинними льодовиками.

## Наукове значення дослідження проблеми льодойм

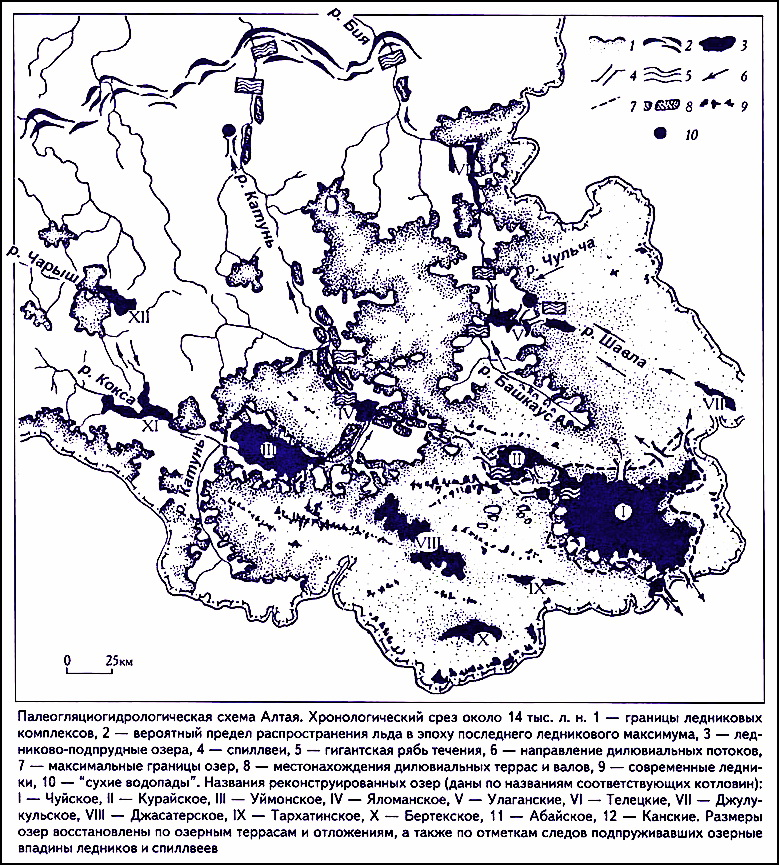
Палеогляціогідрологічна схема території Республіки Алтай (складалася й уточнювалася О. М. Рудим у 1987—2005 рр.).

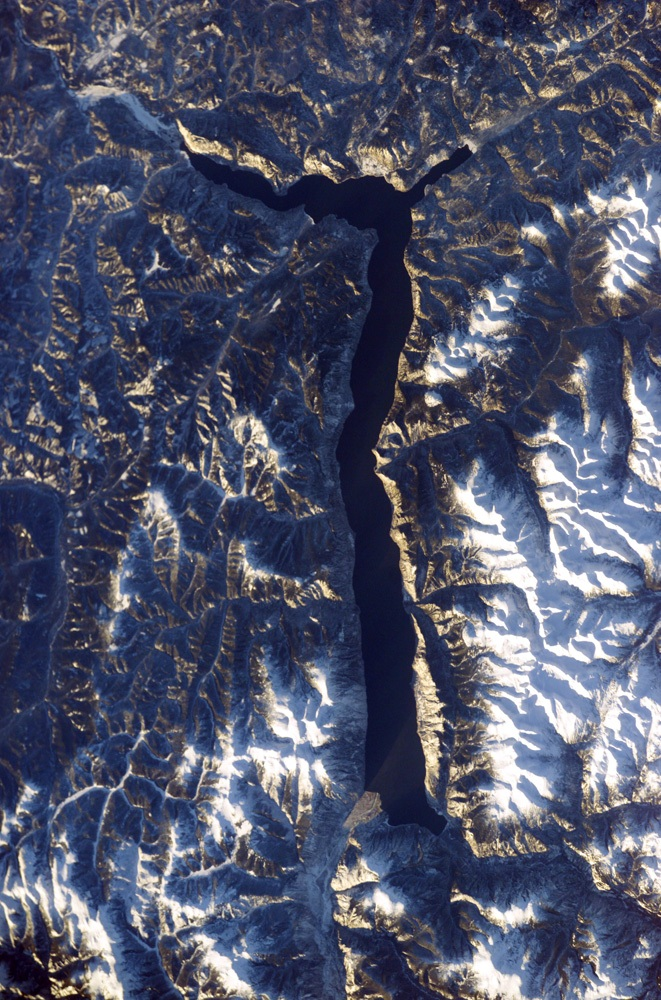
Молода улоговина Телецького озера в льодовиковий час переживала етапи усіх видів льодойм, у залежності від змінюваної протягом тисячоліть гляціокліматичної обстановки, також, як займалася і льодовиково-запрудними озерами (принаймні, на фінальних стадіях останнього зледеніння). 10 грудня, 2003, NASA.

При різних масштабах зледеніння і в різний час однойменні улоговини мали різну послідовність озерно-льодовикових подій. Наприклад, Чуйська, Курайська і Уймонська западини на Алтаї переживали етапи і налідних льодойм, і спійманих озер. Обидва ці етапу передували і завершувалися етапами льодовиково-запрудних озер. Таку ж послідовність відчували западини озер Байкалу, Телецького і Толбо-Нура в Північно-Західній Монголії. Д. В. Севостьянов до налідних льодойм визнав можливим віднести у деякі стадії розвитку пізньочетвертинні прильодовикові озера Чатир-Куль і Сонг-Кьоль на Тянь-Шані. Цей же дослідник вважає, що відоме озеро Кара-Коль у горах Східного Паміру також могло переживати у своїй історії стадію налідної льодойми. Однак повністю льодами ці западини, мабуть, не заповнювалися.
Інші льодойми, такі, наприклад, як улоговини плоскогір'я Укок на півдні Алтаю, під час кульмінації зледеніння повністю займалися льодовиками, тобто ставали класичними льодоймами Нехорошева. Льодовиково-запрудні озера існували тут також на початкових і кінцевих стадіях зледеніння.
Спіймані озера і льодойми налідного типу становлять великий інтерес. Саме вони під час максимального похолодання служили джерелами найбільших вивідних льодовиків у середньогір'ї і низькогір'ї. Об'єднуючись на передгірних рівнинах, останні утворювали великі льодовикові покриви і льодовикові комплекси. Вірогідними аналогами такої, кульмінаційної, фази розвитку льодойм різного типу можуть служити величезні підлідні лінзи води під більш ніж 4-кілометровою товщею льоду в районах Куполу B, Куполу C і станції Схід в Антарктиді.
Усі міжгірні западини Центральної Азії пережили в плейстоцені етапи льодойм. Власне термін «льодойма» (рос. «ледоём», англ. «ledoyom») передбачає сьогодні як міжгірську западину, зайняту глетчерним льодом («ice body»), так і особливий морфогенетичний і динамічний тип льодовиків.
Відкриття на Алтаї феномену льодойм різного морфодинамічного і генетичного типів має велике наукове значення не тільки для четвертинної геології та палеогеографії гірських країн. Концепція налідних льодойм і спійманих озер допомагає з принципово нових позицій осмислити різноманіття сучасних і древніх гірських і покривних льодовиків, а також генетично і географічно пов'язаних з ними геофізичних явищ не тільки на Землі, але і на деяких інших планетах і планетоїдах Сонячної системи, поверхня яких або складається з льоду, або зобов'язана своїм виглядом роботі льодовиків і талих вод.

## Топооснова
- (рос.) Курайська улоговина до урочища Кара-Коль [Архівовано 11 грудня 2017 у Wayback Machine.]
- (рос.) Західний край Курайської улоговини, басейн рр. [Архівовано 15 січня 2018 у Wayback Machine.] Маашея і Шавли [Архівовано 15 січня 2018 у Wayback Machine.]
- (рос.) Центральна частина Чуйської улоговини з сел. [Архівовано 14 грудня 2017 у Wayback Machine.] Кош-Агач, частина Курайського хребта й долини р. Башкаус. Стрілками можна викликати сусідні листи [Архівовано 14 грудня 2017 у Wayback Machine.]
- (рос.) Центральна частина Уймонської улоговини і фрагмент осьової частини Катунського хребта. [Архівовано 19 грудня 2017 у Wayback Machine.] Стрілками можна викликати сусідні листи [Архівовано 19 грудня 2017 у Wayback Machine.]